# Вильяр, Рафаэль
Рафаэль дель Вильяр (исп. Rafael del Villar; 11 апреля 1962, Мехико, Мексика) — известный мексиканский актёр.

## Биография
Дебютировал в кино в 1982 году, и с тех пор снялся в более чем 30 кинофильмах и сериалах. Настоящая слава пришла в 1987 и в 1989 годах, когда он снялся в роли наёмного убийцы — головореза Рамона Валадеса («Дикая Роза»), а затем в роли Хасинто Лопеса («Просто Мария»). После исполнении роли Рамона Валадеса в сериале Дикая Роза, он стал знаменит в РФ у лидеров криминального мира.
Продолжает активно сниматься в сериалах.

## Семья
Разведён.
У него три сына — Рафаэль, Валерий и Анаклет.

## Фильмография
- 1982 — Искорка
- 1984 — Счастливые годы — Итало
- 1985 — Женщина, случаи из реальной жизни
- 1986 — Шрамы души — Марко
- 1986 — Бедная молодёжь
- 1987 — Дикая Роза — Рамон Валадес
- 1989 — Просто Мария — Хасинто Лопес
- 1991 — Шаловливая мечтательница
- 1992 — Дедушка и я — Понсиано
- 1992 — Американские горки — Фернандо Рикко
- 1992 — Мария Мерседес — Рикардо
- 1994 — Маримар — Эстебан
- 1997 — Эсмеральда — Себастьян Роблес-Хиль
- 1999 — Ад в раю — адвокат Франсиско Вильянуэва
- 2000 — Личико ангела — Владимир
- 2005 — Наперекор судьбе — Омар
- 2008 — Берегись ангела — Томас Мильярес
- 2008/2009 — Завтра — это навсегда — Симон Палафокс
- 2008/2011 — Роза Гваделупе
- 2009 — Мой грех — Адвокат
- 2009 — Хамелеоны — Дамиан Монтенегро
- 2010 — Рафаэла — доктор Фернандо Бальбоа
- 2010 — Сила судьбы — Абогадо Рубиалес
- 2013 — Непокорное сердце — доктор Герра
- 2014 — Мое сердце твоё — Хильберто Росалес